# Киллер (фильм, 1998)
«Киллер» (фр. Tueur à gages) — драматический кинофильм Дарежана Омирбаева. Совместное производство казахстанских кинематографистов и французских продюсеров и дистрибьюторов. В производстве фильма принимал участие французский продюсер Жоэль Фарж (фр.).

## Сюжет
Казахстан, Алматы, 1990-е годы. Молодой парень Марат работает водителем в Казахской академии наук на своём личном автомобиле «Нива». По пути из роддома с женой и новорожденным сыном Марат врезается в ехавший впереди дорогой автомобиль-иномарку. Все живы, но оба автомобиля нуждаются в ремонте, который стоит крупную сумму денег. Занять денег у сестры Марата не получается, так как она только что потеряла все деньги своей семьи в финансовой пирамиде, но она работает в столовой и помогает брату продуктами. Владелец иномарки приходит к Марату домой и избивает его. Марат приходит на работу и узнаёт, что начальник застрелился, их лабораторию сократили, а здание сдано в аренду банку — работы у него больше нет. В поисках денег он обращается к знакомому по службе в армии Олегу, который работает в ночном клубе барменом. Олег сводит его с Ержаном Шакеновичем — «новым казахом», — который даёт Марату деньги в долг под проценты. Марат расплачивается за ремонт автомобилей. И вновь берёт деньги в долг у того же человека, чтобы съездить в Германию, купить там автомобиль, перегнать его в Казахстан и продать дороже. На пути из Германии, уже на территории Казахстана, на заправке рэкетиры избивают Марата и угоняют автомобиль. Один из работников столовой при заправке читает вслух «Железнодорожных пассажиров» Франца Кафки.
По возвращении Ержан Шакенович подсчитывает долг Марата — более 12000 долларов США, и говорит, что свяжется с ним через Олега. Вскоре Олег приглашает Марата в ночной клуб и говорит, что Марат может погасить долг и заработать больше денег, если убьёт журналиста, на которого указал Ержан Шакенович. Олег показывает Марату дипломат, в котором лежат пистолет и фотография журналиста с адресом. Марат возвращается домой. Новорождённый сын всё время плачет и пришедшая врач, осмотрев ребёнка говорит, что у него повышенное внутричерепное давление и как можно быстрее нужны обследования и процедуры, которые стоят существенных денег для семьи Марата. Утром осеннего дня Марат находит журналиста на прогулке и стреляет в него. Через некоторое время Марата у подъезда поджидают двое — в полночь во всём районе отключают электричество и до отключения Марат обычно выходит выбросить мусор в контейнер. Марат выходит из подъезда, заходит за угол по пути к мусоросборнику, а за ним с пистолетом за угол забегает один из поджидавших. Раздаётся два выстрела. Во всём районе гаснет свет. Жена Марата дома зажигает свечу.

## В ролях
- Талгат Ассетов — Марат
- Роксана Абоуова — Айжан, жена Марата

## Награды
- 1998 — Гран-при конкурсной программы «Особый взгляд» на Каннском кинофестивале[2]
- 1998 — приз Международной федерации киноклубов (FICC) «Дон Кихот» на кинофестивале в Карловых Варах и номинация на «Хрустальный глобус» в основном конкурсе[3].